# 神明町 (横手市)
神明町（しんめいちょう）は、秋田県横手市の町。郵便番号は013-0046。

## 地理
横手地域の中央部に位置し、北東で平和町、西で前郷二番町・駅前町、南で南町・横山町、北で前郷一番町と隣接する。横手神明社が所在する。

## 歴史
2005年（平成17年）10月1日に横手市が発足、同日より町名の読み方が「しんめいまち」から「しんめいちょう」へと変更された。

## 世帯数と人口
2020年（令和2年）10月1日現在の世帯数と人口は以下の通りである。
| 丁目   | 世帯数  | 人口  |
| ------ | ------- | ----- |
| 神明町 | 196世帯 | 410人 |

## 小・中学校の学区
市立小・中学校に通う場合、学区（校区）は以下の通りとなる。
| 番地 | 小学校               | 中学校               |
| ---- | -------------------- | -------------------- |
| 全域 | 横手市立横手南小学校 | 横手市立横手南中学校 |

## 交通

### 鉄道
町内に駅はない。最寄り駅は駅前町にあるJR東日本奥羽本線・北上線の横手駅。

### 道路
- けやき大通り

## 施設
- 横手神明社
- 羽後交通横手営業所

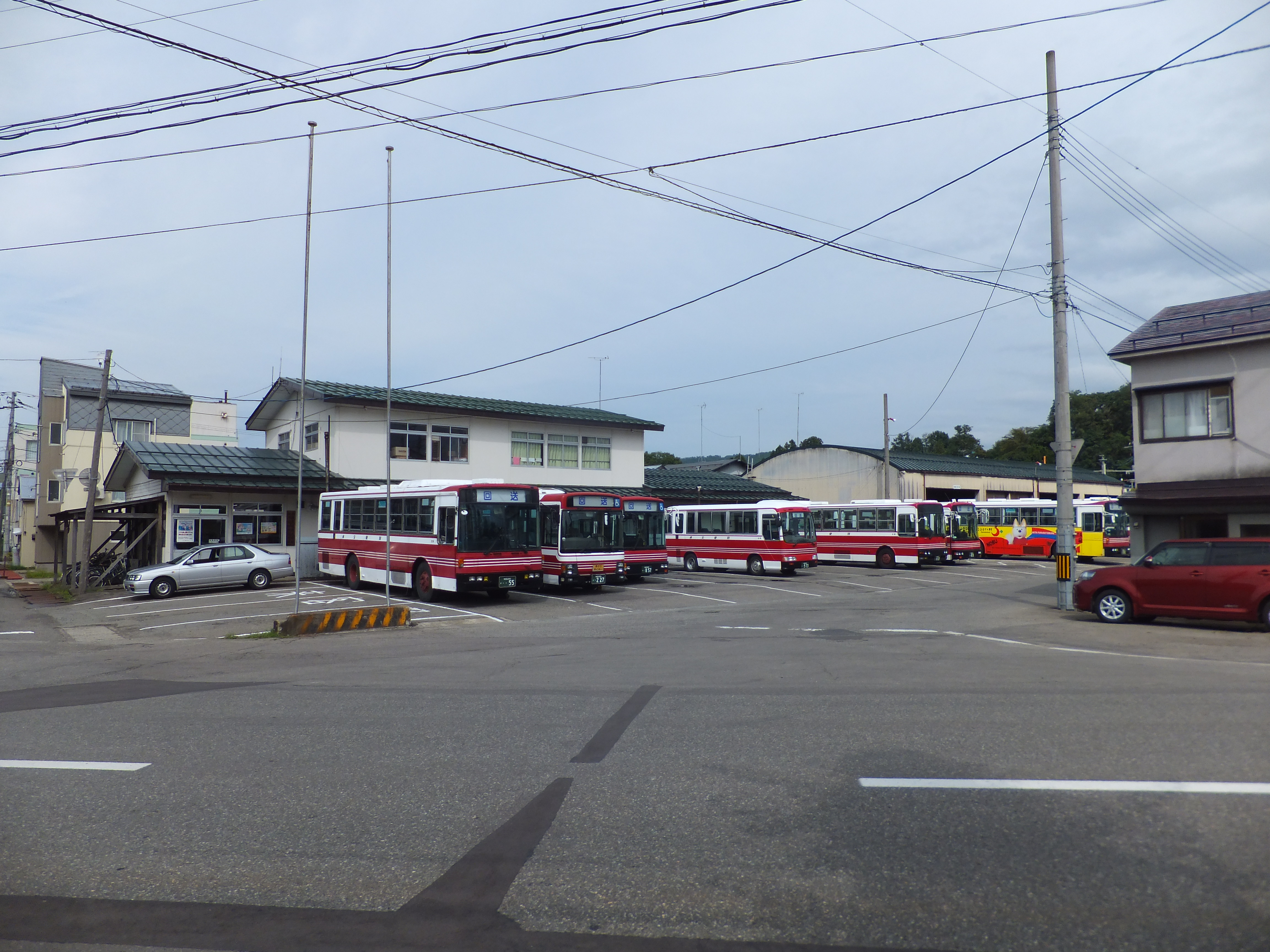
羽後交通 横手営業所